# Anello Lambda
L'anello lambda λ che ruota attorno ad Urano, orbita ad una distanza di 50 024 km dal centro del pianeta, fra l'anello δ e l'anello ε; come gli altri anelli è molto sottile, la sua larghezza è compresa fra 1 e 2 km.